# Pescopennataro
Pescopennataro es una localidad y comune italiana de la provincia de Isernia, región de Molise, con 386 habitantes.

## Evolución demográfica
| Gráfica de evolución demográfica de Pescopennataro entre 1861 y 2001 |
|                                                                      |
| Fuente ISTAT - elaboración gráfica de Wikipedia                      |